# Джойс (Луїзіана)
Джойс (англ. Joyce) — переписна місцевість (CDP) в США, в окрузі Вінн штату Луїзіана. Населення — 328 осіб (2020).

## Географія
Джойс розташований за координатами 31°56′5″ пн. ш. 92°35′6″ зх. д. / 31.93472° пн. ш. 92.58500° зх. д. (31.934700, -92.585073).  За даними Бюро перепису населення США в 2010 році переписна місцевість мала площу 7,58 км², уся площа — суходіл.

## Демографія
Згідно з переписом 2010 року, у переписній місцевості мешкали 384 особи в 143 домогосподарствах у складі 111 родини. Густота населення становила 51 особа/км².  Було 170 помешкань (22/км²).
Расовий склад населення:
| - 96,1 % — білих - 3,1 % — чорних або афроамериканців - 0,5 % — азіатів |

До двох чи більше рас належало 0,3 %. Частка іспаномовних становила 0,3 % від усіх жителів.
За віковим діапазоном населення розподілялося таким чином: 25,5 % — особи молодші 18 років, 62,8 % — особи у віці 18—64 років, 11,7 % — особи у віці 65 років та старші. Медіана віку мешканця становила 36,0 року. На 100 осіб жіночої статі у переписній місцевості припадало 91,0 чоловіків;  на 100 жінок у віці від 18 років та старших — 94,6 чоловіків також старших 18 років.
Середній дохід на одне домашнє господарство  становив 46 400 доларів США (медіана — 39 943), а середній дохід на одну сім'ю — 52 370 доларів (медіана — 57 689). Медіана доходів становила 31 800 доларів для чоловіків та 26 483 долари для жінок. За межею бідності перебувало 6,6 % осіб, у тому числі 0,0 % дітей у віці до 18 років та 20,9 % осіб у віці 65 років та старших.
Цивільне працевлаштоване населення становило 109 осіб. Основні галузі зайнятості: сільське господарство, лісництво, риболовля — 33,0 %, роздрібна торгівля — 30,3 %, фінанси, страхування та нерухомість — 9,2 %, виробництво — 7,3 %.